# Paraheteropia
Paraheteropia is een geslacht van sponsdieren uit de klasse van de Calcarea (kalksponzen).

## Soort
- Paraheteropia ijimai (Hozawa, 1916)